# Ingrid von Dardel
Ingrid von Dardel, gift Unger och Ekwall, född 27 maj 1922 i Neuilly i Frankrike, död 10 november 1962 i Madrid i Spanien, var en svensk dansös och konstnär.
von Dardel var dotter till konstnären Nils Dardel och författaren Thora Dardel Hamilton, ogift Klinckowström, samt dotterdotter till vetenskapsmannen Axel Klinckowström.

## Biografi
Ingrid von Dardel växte upp sina första år i Paris hos båda föräldrarna, därefter hos modern. Efter dansutbildning medverkade hon bland annat som dansös i fältteatern under andra världskriget. Konstintresset tog snart över och efter kriget arbetade hon alltmer som konstnär. Inspirerad av den ”bisarra fantasivärld” som faderns verk bestod av målade Ingrid von Dardel dekorativa goaucher, liksom akvareller med exotiska blommor, akrobatgestalter, ormtjusare, nakendansöser och mörkhyade banjospelare.
När tidskriften La Mode gav ut sina tre första nummer med start 1944 valde man ut verk av Ingrid von Dardel liksom Isaac Grünewald och Edwarda Lie till bifogade planschblad.  1949 hade hon utställning i konstsalongen Rue Lepic 102 i Paris. Ett verk av henne visades vid en Nils Dardel-utställning i Stockholm sommaren 2014.
En samling efter Ingrid von Dardel finns arkivdeponerad, den innehåller brev från Nils och Thora Dardel samt fotografier från Ingrid von Dardels tid med fältteatern och på hennes målningar.
Evert Taubes Ingrid Dardels polska var tillägnad denna Ingrid von Dardel.
Ingrid von Dardel var 1942–1948 gift med skådespelaren Gustaf Unger och 1952–1959 med reklammannen Lage Ekwall. Tillsammans med Unger fick hon två barn: konstnären Henry Unger och dottern Denise Miramond de Laroquette. Tillsammans med Ekwall fick hon en son, konstnären Nils Ekwall. 
Ingrid von Dardel dog i lunginflammation i Madrid.  Hon är begravd invid fadern och dottern på Ekerö kyrkogård.